# Oberhausbergen
 Oberhausbergen (en alsacià Owerhüsbàrje) és un municipi francès, situat a la regió del Gran Est, al departament del Baix Rin. L'any 1999 tenia 4.518 habitants. Limita al nord amb Mittelhausbergen i Niederhausbergen, i al sud amb Wolfisheim.
Forma part del cantó de Hœnheim, del districte d'Estrasburg i de la Strasbourg Eurométropole.

## Demografia
| 1962  | 1968  | 1975  | 1982  | 1990  | 1999  |
| ----- | ----- | ----- | ----- | ----- | ----- |
| 1.291 | 1.818 | 2.103 | 2.014 | 3.020 | 4.518 |

## Administració
| Període | Identitat            | Partit |
| ------- | -------------------- | ------ |
| 1989-   | Jean-Richard Diebolt |        |